# MBSチャチャヤング
MBSチャチャヤング（MBS CHAT CHAT YOUNG）は、1970年7月1日から1972年9月30日まで（第一期）、1974年4月8日から1974年10月4日まで（第二期）にMBSラジオで放送された深夜放送ラジオ番組である。放送時間は月曜 - 土曜の25:30 - 29:00(第一期）、月曜～金曜の25:45～27:00（第2期）。通称「チャチャヤン」。なお第2期はMBSの深夜放送が振るわなくなった時期、不毛な時間ながらマニアックに人気があった第一期を模して、テーマソング、エンドタイトルは同じ物を使用した。

## 概要
1970年7月1日から1971年3月31日までは二部制で別番組の『MBSサンライズコール』（28:00 - 29:30、1970年10月5日以降は29:00終了）と称していた。（パーソナリティはチャチャヤンと同一）

## パーソナリティ
月曜日
- 馬場章夫（第1期）
- 和田康子(1974年4月-1974年9月)

火曜日
- 西岡たかし（第一期、病気で71年春ごろ降板）サブ：長野隆、東祥高）
- 高石ともや（西岡降板後第一期終了まで）サブ：ザ・ナターシャー・セブンの2名（城田じゅんじ、金海孝寛）
- 小林京子(1974年4月-1974年10月)
- マーク・ヘーゲン(1974年4月-1974年10月)

水曜日
- 加川良（第一期71年夏頃まで）サブ岩井宏・金森幸介（岩井は70年ごろ降板、金森が加わった）
- 小関三平（3人が降板後一人でやった）
  - 「曽呂利　忍」名義で担当[3]。
- 東野人志・万利子(1974年4月-1974年10月)

木曜日
- 眉村卓(第一期）
- ばんばひろふみ(1974年4月-1974年10月)

金曜日
- 杉田二郎(-1972年3月)
- 谷村新司・ばんばひろふみ・山本雄二（歌手、ザ・ムッシュのリーダー、DJとして有名でヤングタウン、全国歌謡ベストテンなどWikipedia内で記述あり。）(1972年4月-)
- 大伴公馬(1974年4月-1974年10月)
  - 杉田二郎時代に一コーナーを谷村新司が受け持っていたが、1972年4月には、杉田がチャチャヤングの前の時間帯のヤングタウンに移動したため、谷村新司がパーソナリティーとなった。谷村は、終了間際の『さよなら初恋』のコーナーで当時無名だった小椋佳の『さらば青春』をそのコーナーのテーマ曲として使用していた。また。生歌コーナーでは、作ったばかりの曲やロック・キャンディーズ時代の曲を歌っていた。ここで聞いた『花時計』は、レコーディングされた情報もなく、『海鳴り』は、谷村を特集した雑誌の中の楽譜に「吉田峰子」が歌うと明記されていたが、リリースされた気配はなかったが、4年後に「北川とみ」のLPレコードに収録された。

- - アリスとしてデビューした1972年初夏には、チャチャヤンリスナーの谷村ファンの組織票により、当時の深夜放送関係の雑誌『深夜放送ファン』のDJ人気投票で、吉田拓郎や落合恵子等の全国区のDJを一気に抑えて一位を獲得し、谷村もまたヤンタンに昇格する。結果、文化放送の『セイ!ヤング』に抜擢される。

土曜日
- 上田彰(第一期）